# Hladké Životice
Hladké Životice (en allemand : Seitendorf) est une commune du district de Nový Jičín, dans la région de Moravie-Silésie, en République tchèque. Sa population s'élevait à 997 habitants en 2020.

## Géographie
Hladké Životice se trouve à 6 km au sud-est de Fulnek, à 11 km au nord-nord-ouest de Nový Jičín, à 27 km au sud-ouest d'Ostrava et à 257 km à l'est-sud-est de Prague.
La commune est limitée par Fulnek au nord-ouest, par Kujavy au nord, par Pustějov au nord-est, par Bartošovice à l'est, par Kunín au sud, et par Suchdol nad Odrou au sud-ouest.

## Histoire
La première mention écrite de la localité date de 1324.